# أيزو 8601

ايزو 8601 هو عنصر بيانات لتمثيل التواريخ والأوقات عند تبادل البيانات بين جهتين، صدر من قبل المنظمة الدولية للمعايير (ISO) ونشرت لأول مرة في عام 1988. و الغرض من هذا المعيار هو توفير وسيلة واضحة المعالم لتمثيل التواريخ والأوقات، وذلك لتجنب سوء تفسير تمثيلات رقمية من الأوقات، وخاصة عندما يتم نقل البيانات بين الدول مع الاتفاقيات المختلفة لكتابة التواريخ الرقمية والأوقات.